# Ewerführer

Ewerführer 1888

Ewerführer (im Hafenjargon Schlickschuber, Schutenschubser) ist die Bezeichnung des Führers einer Schute im Hamburger Stromgebiet. Der Name Ewerführer leitet sich vom Bootstyp Ewer, einem Elbsegelboot, ab.

## Geschichte

Zwei Ewer, beladen und mit umgelegten Masten, Hamburg 1884

Ewerführer ist nach dem Beruf des Stauers im Hamburger Hafen der zweitälteste Hafenberuf. Anfänglich wurden Boote mit umlegbaren Segelmasten eingesetzt, um wenigstens einige Strecken segeln und trotzdem in die innere Stadt gelangen zu können. Da sich Segelboote im Hafen als unpraktisch erwiesen, wurden sie durch Schuten – offene Boote ohne eigenen Antrieb – ersetzt.
Die Ewerführer mit ihren Schuten hatten die Aufgabe im Hamburger Hafengebiet Güter von und auf die Seeschiffe zu befördern, wenn diese nicht an Land anlegen konnten. Da die Mehrzahl der Kaianlagen erst ab den 1880er Jahren erbaut wurden, war vorher die Beförderung von Waren im Hamburger Hafen durch Schuten die Regel. Noch 1913 wurden 52 Prozent der Güter vom Staatskai mit Schuten verfrachtet. 1896 beteiligten sich die gut organisierten Ewerführer zu 95 Prozent am großen Hamburger Hafenarbeiterstreik. 1899 arbeiteten rund 2.000  Menschen auf den Schuten in Hamburg und Altona.
Die Schauerleute entluden die Ladungen der Seeschiffe auf Schuten. Diese wurden von den Ewerführern übernommen, um zu den Speichern und Lagerhäusern, ab 1888 ausschließlich in die Speicherstadt oder zu anderen Schiffen gebracht und dort wieder entladen zu werden. Die Schuten wurden ursprünglich durch Muskelkraft fortbewegt. Entweder wurde dabei gewriggt oder mit einem Peekhaken gestakt oder mit Ziehen und Stoßen an den dafür an den Kaimauern eingelassenen Ringen bzw. Metallstäben (welche heutzutage noch sehr gut erkennbar sind) bzw. an Pfählen und anderen Schiffen sich fortbewegt. Später, als der Hafen sich auf die Südseite der Elbe ausbreitete, wurden Schlepper eingesetzt. Je mehr sich die Schlepper und größere Kähne durchsetzten, desto geringer wurde die Bedeutung des Ewerführers als ausgebildeter Schiffer.

## Leben der Ewerführer

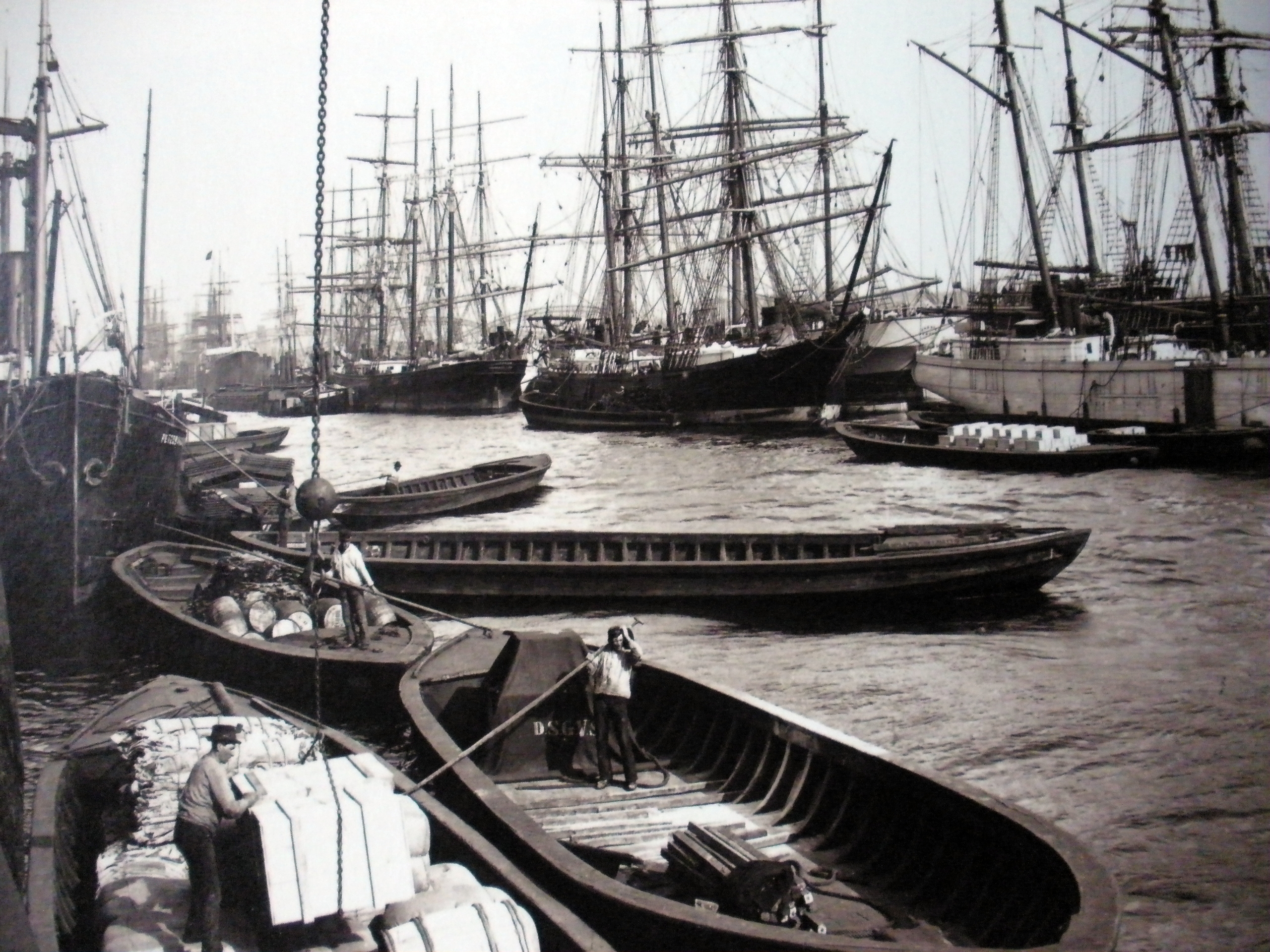
Ewerführer 1899

Bis Ende der 1880er Jahre lebten Ewerführer noch auf ihren Schuten, was in dieser Zeit üblich war. Sie hatten vom Laderaum einen abgetrennten Raum, in dem sich Koje, Tisch und Stuhl und eine Kochstelle befanden. Somit waren sie für die Befeuerung immer anwesend und gegen eventuelle Plünderungen der Ladung ständig vor Ort. Die Ewerführer waren durchaus kreativ, was die Einrichtung und Innenraumausstattung  anging. Ein Ewerführer lebte teilweise mehrere Wochen auf seiner Schute, bevor es an Land zu seiner Familie ging.

## Ausbildung
Der Ewerführer war ein Lehrberuf, der ursprünglich eine vierjährige Ausbildung erforderte. Heute ist der Ewerführer ein anerkannter Ausbildungsberuf nach dem  Berufsbildungsgesetz, der nicht mehr ausgebildet wird. Er ist keinem Berufsfeld zugeordnet. Der Monoberuf wird ohne Spezialisierung nach Fachrichtungen oder Schwerpunkten in Hafenbetrieben ausgebildet, die Ausbildung dauert drei Jahre. 2005 gab es sechs Auszubildende.
Die Verordnung wurde 2006 aufgehoben und durch den Beruf Hafenschiffer ersetzt.

## Situation des Berufsstands
Um 1980 gab es noch um die 70 bis 80 Ewerführereien; 2008 waren es noch drei bis fünf Firmen. Der Beruf des Ewerführers ist vom Aussterben bedroht, da immer mehr konventionelles Stückgut in Containern verfrachtet wird. Deshalb haben sich die restlichen Ewerführereien umorientiert und verschiffen mit ihren Schuten Container im Hamburger Hafengebiet.